# Коле Императоре (Терамо)
Коле Императоре (итал. Colle Imperatore) је насеље у Италији у округу Терамо, региону Абруцо.
Према процени из 2011. у насељу је живело 69 становника. Насеље се налази на надморској висини од 139 м.